# Ajtony Csaba
Ajtony Csaba (Devecser, 1941. április 14. –) magyar labdarúgó, hátvéd.

## Pályafutása
1967 és 1969 között a Dunaújvárosi Kohász labdarúgója volt. Az élvonalban 1967. március 5-én mutatkozott be és 49 mérkőzésen szerepelt.